# کیارسی
کیارْسی طایفه‌ای از ایل بختیاری است که بر پایه نمودار سازمانی طوایف بختیاری، از باب بختیاروند و از شاخهٔ هفت‌لنگ می‌باشد.

## محل سكونت
سردسیر طایفه کیارسی‌ در استان چهارمحال و بختیاری، در منطقه بازفت ميباشد. 
گرمسیر آن‌ها در استان خوزستان، در شهرستان اندیکا می باشد..
طایفه کیارسی از ۴ زیرتیرهٔ اصلی تشکیل می‌شود که عبارتند از: نورالدین‌وند، حاجی‌وند و درویش‌وند و اَلگی . گرمسیر کیارسی تا یک و نیم سده پیش در منطقه کیارس، در نزدیکی شهرستان لالی قرار داشت.